# Émile Arnaud
Émile Arnaud (21 de octubre de 1864-11 de diciembre de 1921) fue un escritor, notario y abogado francés.

## Biografía
Fue presidente de la Liga de la Paz y la Libertad, fundada en 1867, y en 1901 propuso reunir a los diferentes movimientos y posiciones del movimiento por la paz bajo el término «pacifismo». Sus teorías fueron el contrapunto a las tendencias anarquistas, liberales y socialistas predominantes a comienzos del siglo XX.

## Publicaciones
- L'Organisation de la paix. Berna: Bureau international de la paix, 1899.
- "Code de la Paix", in: L'Indépendance belge, 1901.
- Le Pacifisme et ses détracteurs. París: Aux bureaux de la Grande Revue, 1906.